# Ход королевы (мини-сериал)
«Ход короле́вы» (англ. The Queen’s Gambit, с англ. — «Фе́рзевый гамби́т») — американский драматический мини-сериал, основанный на одноимённом романе Уолтера Тевиса. Создан Скоттом Фрэнком и Алланом Скоттом по заказу Netflix. Премьера на Netflix состоялась 23 октября 2020 года. Проект стал самым популярным мини-сериалом в истории Netflix: за первые четыре недели его посмотрели 62 млн человек. Сериал заслужил всеобщее признание критиков за игру главной героини в исполнении Ани Тейлор-Джой, а также за работу оператора и качественную постановку. Он также получил положительные отзывы в шахматном сообществе и, как считается, способствовал возрождению общественного интереса к игре.
Сериал завоевал 11 премий «Эмми», в том числе в категориях «Лучший мини-сериал» и «Лучшая режиссура мини-сериала» (Скотт Фрэнк), а также две премии «Золотой глобус» в категориях «Лучший мини-сериал или телефильм» и «Лучшая женская роль в мини-сериале или телефильме» (Тейлор-Джой). Тейлор-Джой также является обладательницей премии «Выбор телевизионных критиков» в категории «Лучшая актриса в телефильме или мини-сериале» и премии Гильдии киноактёров США за лучшую женскую роль в телефильме или мини-сериале.

## Сюжет
«Ход королевы» рассказывает историю шахматного вундеркинда — сироты Бет Хармон, которая стремится стать величайшей шахматисткой мира, но при этом борется с эмоциональными проблемами, а также с наркотической и алкогольной зависимостью. Действие сериала, названного в оригинале в честь шахматного дебюта, начинается в середине 1950-х годов и продолжается до 1960-x.
Девятилетняя Бет, потерявшая мать в автокатастрофе, попадает в приют для девочек в Лексингтоне, штат Кентукки, где знакомится с Джолин, энергичной и дружелюбной девушкой на несколько лет старше её, а также с Хелен Дирдорф, заведующей приютом, и мистером Шейбелом, сторожем, который обучает Бет шахматам. Как это было принято в 1950-е годы, приют ежедневно выдает девочкам транквилизаторы, что приводит к зависимости Бет от лекарств.
Через несколько лет Бет удочеряет Альма Уитли и её муж. После адаптации в новом доме Бет записывается на шахматные турниры, хотя у неё нет никакого опыта выступлений. Она выигрывает одну партию за другой и заводит дружбу с несколькими шахматистами, в том числе с бывшим чемпионом штата Кентукки Гарри Белтиком, шахматным вундеркиндом Бенни Уоттсом и журналистом Таунсом. По мере того как Бет продолжает выигрывать партии и пожинает финансовые плоды успеха, она становится всё более зависимой от наркотиков и алкоголя и начинает терять контроль над своей жизнью.

## В ролях

### В главных ролях
- Аня Тейлор-Джой — Элизабет (Бет) Хармон, шахматный вундеркинд, сирота;
  - Айла Джонстон — юная Бет;
  - Аннабет Келли — Бет в возрасте пяти лет;
- Билл Кэмп — мистер Шейбел, сторож в приюте;
- Мозес Ингрэм — Джолин, подруга Бет по приюту;
- Кристиана Зайдель — Хелен Дирдоррф, заведующая приютом;
- Ребекка Рут[англ.] — мисс Лонсдейл, учительница в приюте;
- Хлоя Пирри[англ.] — Элис Хармон, мать Бет;
- Акемнджи Ндифорньен[англ.] — мистер Фергюссон, санитар приюта;
- Мариэль Хеллер — Альма Уитли, приёмная мать Бет;
- Гарри Меллинг — Гарри Белтик, чемпион штата Кентукки по шахматам;
- Патрик Кеннеди[англ.] — Олстон Уитли, муж Альмы и приёмный отец Бет;
- Джейкоб Форчун-Ллойд[англ.] — Таунс, шахматист и журналист;
- Томас Броди-Сангстер — Бенни Уоттс, чемпион США по шахматам;
- Марцин Дорочиньский — Василий Боргов, советский чемпион мира по шахматам.

### Второстепенный состав
- Серджио ди Зио[англ.] — отец Бет;
- Долорес Карбонари — Маргарет, одноклассница Бет в старшей школе;
- Элоиза Уэбб — Аннетт Пакер, соперница Бет на первом шахматном турнире;
- Мэттью Деннис Льюис[англ.] и Рассел Деннис Льюис[англ.] — Мэтт и Майк, братья-близнецы, которые занимаются регистрацией участников на первом турнире Бет и впоследствии становятся её друзьями;
- Макс Краузе — Артур Левертов, гроссмейстер и друг Бенни, который помогает Бет на тренировках;
- Райан Уичерт — Хилтон Векслер, сильный игрок и любитель шахматных композиций, друг Бенни.

### Приглашённые актёры
- Джонджо О’Нил[англ.] — мистер Ганц, тренер местного школьного шахматного клуба;
- Луис Эшборн Серкис[англ.] — Георгий Гирев, 13-летний советский шахматный вундеркинд;
- Янина Элькин[англ.] — жена Боргова, которая также является его переводчицей;
- Милли Брейди — Клео, французская модель, у которой был короткий роман с Бенни;
- Брюс Пандольфини — Эд Спенсер, директор турнира в Париже;
- Джон Шваб[англ.] — мистер Бут, сопровождающий Бет из Государственного департамента США;
- Маркус Лоджс — Лученко, бывший чемпион мира по шахматам и предпоследний соперник Бет в Москве;
- Юозас Будрайтис — шахматист-любитель на улице.

## Эпизоды
| № | Название                            | Режиссёр    | Автор сценария | Дата премьеры   |
| --- | ----------------------------------- | ----------- | -------------- | --------------- |
| 1 | «Дебюты» «Openings»                 | Скотт Фрэнк | Скотт Фрэнк    | 23 октября 2020 |
| Девятилетняя Элизабет «Бет» Хармон становится сиротой после того, как её мать Элис погибает в автокатастрофе в штате Кентукки. Бет попадает в приют для девочек «Метуэн», где воспитанницам дают транквилизаторы, чтобы сделать их послушными. Однажды в подвале Бет замечает уборщика, мистера Шейбела, который сам с собой играет в шахматы. После неоднократных просьб он неохотно соглашается научить её этой игре. Бет быстро добивается успехов благодаря своему пространственному мышлению и злоупотреблению транквилизаторами, которые позволяют ей концентрироваться и визуализировать шахматные партии на потолке над своей кроватью. Когда Шейбел начинает постоянно проигрывать, он знакомит Бет с тренером местного школьного шахматного клуба г-ном Ганцем, которого она также обыгрывает. Ганц приглашает её принять участие в сеансе одновременной игры против всей его команды. Она уверенно побеждает всех соперников и позже в разговоре с Шейбелом критикует их шахматное мастерство и радуется своему успеху. После того, как в США принимают закон, запрещающий давать детям транквилизаторы, Бет начинает страдать от абстинентного синдрома. Она попадается на краже банки с лекарствами и теряет сознание от передозировки после того, как проглатывает несколько горстей таблеток. |                                     |             |                |                 |
| 2 | «Размены» «Exchanges»               | Скотт Фрэнк | Скотт Фрэнк    | 23 октября 2020 |
| После передозировки Бет запрещают играть в шахматы. Проходит время, и в подростковом возрасте Бет удочеряют супруги Альма и Олстон Уитли, живущие в пригороде Лексингтона. Олстон эмоционально холоден и постоянно ездит в «деловые поездки»; вскоре становится очевидным, что брак Уитли разваливается. В новой средней школе популярные девочки из клуба «Эппл Пай» насмехаются над Бет из-за её невзрачной одежды. Бет обнаруживает, что её приёмная мать принимает те же самые транквилизаторы, которые ей давали в приюте, и тайно берёт часть таблеток, что позволяет ей снова играть в воображаемые шахматы. Она также крадёт в магазине шахматный журнал и узнаёт о предстоящем чемпионате штата Кентукки. Бет пишет письмо мистеру Шейбелу с просьбой прислать деньги для регистрационного взноса. Во время соревнований она влюбляется в одного из соперников, молодого человека по имени Таунс. После второго дня турнира Бет возвращается домой и узнаёт, что мистер Уитли ушёл из семьи. Бет опасается, что её отправят обратно в приют, но миссис Уитли говорит ей, что они будут врать, чтобы Бет могла остаться дома. Во время финального матча турнира против Гарри Белтика, игрока с наивысшим рейтингом, Бет впадает в панику и бежит в уборную, где принимает транквилизатор, после чего легко одерживает победу и становится чемпионкой штата Кентукки. Узнав о размерах призовых, которые можно получить на турнирах, Альма решает зарабатывать на этом. |                                     |             |                |                 |
| 3 | «Сдвоенные пешки» «Doubled Pawns»   | Скотт Фрэнк | Скотт Фрэнк    | 23 октября 2020 |
| В 1963 году Бет выигрывает турнир в Цинциннати и отдаёт Альме 15 % призовых в качестве агентской комиссии. Бет продолжает прогуливать школу ради поездок на турниры и благодаря своим достижениям быстро завоёвывает национальное признание. Она также начинает стильно одеваться, так как её выигрыши растут. В школе девушки из клуба «Эпл-пай», которые изначально третировали Бет, приглашают её на вечеринку. Вскоре она понимает, что у неё нет ничего общего с ними и, украв бутылку джина, сбегает домой. В 1966 году Бет приезжает в Лас-Вегас на Открытый чемпионат США, где вновь сталкивается с Таунсом, в настоящее время — корреспондентом, освещающим это мероприятие для лексингтонской газеты. Они поднимаются в его гостиничный номер, где Таунс фотографирует девушку. Они играют в шахматы и разделяют интимный момент, однако их прерывает сосед Таунса по номеру, которого Бет считает бойфрендом Таунса. Бет внезапно уходит, прежде чем Таунс может прояснить ситуацию. Бет знакомится с действующим чемпионом США Бенни Уоттсом, который указывает на ошибку в её игре против Белтика. Бет ошеломлена и теряет уверенность в себе. На следующий день она терпит своё первое профессиональное поражение, проиграв Уоттсу; они заканчивают турнир как совместные чемпионы. |                                     |             |                |                 |
| 4 | «Миттельшпиль» «Middle Game»        | Скотт Фрэнк | Скотт Фрэнк    | 23 октября 2020 |
| Бет учится на вечерних курсах русского языка в местном колледже. Она посещает вечеринку, где курит марихуану и теряет девственность с одним из студентов. Оставшись одна в его пустой квартире на выходные, Бет не отказывает себе в выпивке и наркотиках. После окончания средней школы Бет отправляется с Альмой на международный турнир в Мехико. Большую часть времени Альма проводит с Мануэлем, давним приятелем по переписке, и вступает с ним в сексуальные отношения. Бет соревнуется с несколькими международными игроками, в том числе с тринадцатилетним советским вундеркиндом Георгием Гиревым, которого она побеждает в непростой игре, которая длится два дня. В переполненном лифте Бет использует свои знания русского языка, чтобы подслушать советского чемпиона мира Василия Боргова и двух его товарищей. В то время как они указывают на её слабые стороны как игрока, Боргов замечает, что она всего лишь сирота и выживает, как и они. Мануэль вскоре бросает Альму, заявляя, что ему нужно отправиться в деловую поездку в Оахаку. На следующий день Бет играет с Борговым и проигрывает ему в напряжённой игре после того, как он удивляет её внезапным дебютом. Вернувшись в гостиничный номер, Бет обнаруживает, что её мать умерла, скорее всего — от гепатита, усугублённого чрезмерным употреблением алкоголя. Бет удаётся дозвониться до Олстона в Денвере, но тот лишь рассказывает, на каком кладбище находится семейный участок Альмы и не хочет иметь с ней ничего общего. Тем не менее, он соглашается позволить Бет оставить дом Альмы. Она прилетает домой с гробом для организации похорон.                                              |                                     |             |                |                 |
| 5 | «Вилка» «Fork»                      | Скотт Фрэнк | Скотт Фрэнк    | 23 октября 2020 |
| Бет возвращается домой в Кентукки и вновь встречается с Гарри Белтиком, который учится в колледже и питает к ней романтические чувства. По предложению Бет он переезжает в дом Альмы, чтобы составить компанию Бет, оставшейся в полном одиночестве. Они проводят время за тренировками и несколько раз спят вместе, пока Белтик не понимает, что одержимость Бет шахматами всегда будет важнее любых отношений, которые у них могут быть. Они расстаются после признания Белтика о том, его страсть к игре угасла. В городе Бет встречается со своей бывшей школьной мучительницей Маргарет; которая вскоре после окончания школы вышла замуж, родила дочь и стала алкоголичкой. Бет отправляется в Огайо на чемпионат США 1967 года, где снова встречает Бенни Уоттса. Вечером накануне финального матча Бенни в кафе предлагает Бет сыграть в быстрые шахматы, по пять долларов за каждый выигранный раунд. Бенни одерживает победу за победой и забирает у Бет все деньги. Однако на следующий день Бет побеждает Бенни и становится чемпионом США. Они обсуждают будущее Бет на международных соревнованиях. Бенни, понимая, что Бет нужен образец для подражания и хороший тренер, приглашает её к себе в Нью-Йорк для подготовки к турниру в Париже. |                                     |             |                |                 |
| 6 | «Откладывание партии» «Adjournment» | Скотт Фрэнк | Скотт Фрэнк    | 23 октября 2020 |
| По дороге в Нью-Йорк Бет и Бенни развлекаются, играя в шахматы без доски, и практикуются в русском языке. В Нью-Йорке Бенни и Бет начинают интенсивные тренировки, чтобы подготовиться к турниру в Париже. Бенни приглашает к себе домой двух сильных игроков, Хилтона Векслера и Артура Левертова, а также их подругу, французскую модель Клео, у которой ранее также был короткий роман с самим Бенни. Бет неоднократно побеждает Бенни, Векслера и Левертова в быстрые шахматы и выигрывает намного больше денег, чем Бенни забрал у неё в Огайо. Бет заводит дружбу с Клео. В конце концов Бет и Бенни поддаются взаимным чувствам и занимаются сексом, но Бенни портит настроение разговором о шахматах. Бет отправляется в Париж и проходит в финал с Борговым. В номер Бет звонит Клео, которая тоже находится в Париже, и приглашает выпить. Бет колеблется, но в итоге присоединяется к Клео в баре. Бет проспала, и её будит администратор. Она быстро умывается и одевается, а затем устремляется вниз на турнир, оставляя Клео спать в своей постели. Из-за похмелья и неспособности сосредоточиться, она снова проигрывает Боргову. Расстроенная Бет отклоняет предложение Бенни приехать к нему в Нью-Йорк и вместо этого возвращается домой в Кентукки. Оллстон отказывается от предыдущего уговора и вынуждает Бет дорого заплатить за его долю в доме. Бет погружается в наркотический и алкогольный запой и теряет сознание после удара головой о столик. Белтик встречается с ней и заявляет, что ей нужно лечиться от алкоголизма. Бет сердито просит оставить её в покое. На следующий день на пороге дома Бет появляется её старая школьная подруга Джолин. |                                     |             |                |                 |
| 7 | «Эндшпиль» «End Game»               | Скотт Фрэнк | Скотт Фрэнк    | 23 октября 2020 |
| Джолин и Бет посещают похороны мистера Шейбела. После этого Бет возвращается в приют и обнаруживает, что Шейбел следил за её карьерой до самой своей смерти. Раскрываются подробности о детстве Бет. Джолин помогает ей бросить пить с помощью занятий сквошем. Бет отказывается от финансирования «Христианского крестового похода» для поездки в СССР. Она просит Бенни помочь ей с деньгами, но тот отказывается. Джолин одалживает подруге необходимую сумму, и Бет приезжает на московский турнир. Бет выигрывает несколько партий, завоевывает огромную популярность у русских болельщиков и спускает свои транквилизаторы в унитаз. В финальном матче против Боргова Бет разыгрывает ферзевый гамбит; партия откладывается после сорока ходов. Бет вновь пересекается с Таунсом, который в качестве репортера освещает турнир для газеты «Lexington Herald-Leader». В номер Бет звонит Бенни, который собрал в Нью-Йорке Гарри, Мэтта, Майка, Векслера и Левертова для анализа партии с Борговым. Когда вечером матч возобновляется, Бет удаётся визуализировать игру без таблеток, и в итоге она выигрывает у Боргова после того, как тот предлагает ничью. Толпа фанатов, собравшихся у зала, встречает победительницу аплодисментами. По дороге в аэропорт Бет просит остановить машину и направляется в парк, где пожилые мужчины на скамейках играют в шахматы. Они узнают чемпионку и тепло приветствуют, приглашая сыграть партию. Фильм заканчивается фразой по-русски, обращённой Хармон к одному из стариков: «Сыграем?» |                                     |             |                |                 |

## Производство

### Разработка
19 марта 2019 года компания Netflix заказала мини-сериал «Ход королевы», состоящий из шести эпизодов. Режиссёром сериала стал Скотт Фрэнк, который также является одним из сценаристов наряду с Алланом Скоттом. Они также выступили в качестве исполнительных продюсеров вместе с Уильямом Хорбергом. Скотт добивался экранизации одноимённого романа с 1992 года, когда он купил права на сценарий у вдовы Уолтера Тевиса.
Сериал был выпущен 23 октября 2020 года и состоит из семи эпизодов вместо первоначально запланированных шести.

### Сценарий
Бывший чемпион мира по шахматам Гарри Каспаров и тренер по шахматам Брюс Пандольфини выступили в роли консультантов сценаристов. Пандольфини консультировал Тевиса до публикации романа примерно 38 лет назад и придумал название «Ход королевы». Пандольфини вместе с консультантами Джоном Полом Аткинсоном и Ипе Рубингом разработал для сценария несколько сотен шахматных позиций для использования в различных ситуациях. Каспаров концентрировался на переломных моментах сюжета; так реальная партия 1998 года между гроссмейстерами Аршаком Петросяном и Владимиром Акопяном была усовершенствована для демонстрации мастерства Бет, а партия 1993 года между Василием Иванчуком и Патриком Волффом стала прототипом решающей партии в последнем эпизоде сериала.

### Кастинг
Одновременно с анонсом предстоящего мини-сериала было объявлено, что главную роль исполнит Аня Тейлор-Джой. В январе 2020 года к актёрскому составу присоединилась Моусес Ингрэм. После объявления даты премьеры стало известно, что главные роли сыграют также Билл Кэмп, Томас Броди-Сангстер, Гарри Меллинг и Мариэль Хеллер.
До начала съёмок в сериале Аня Тейлор-Джой, исполнительница главной роли, не умела играть в шахматы.
Томас Броди-Сангстер, играющий чемпиона США по шахматам, в 2003 году ребёнком уже играл шахматиста — вундеркинда в фильме «Поручитель».

### Съёмки

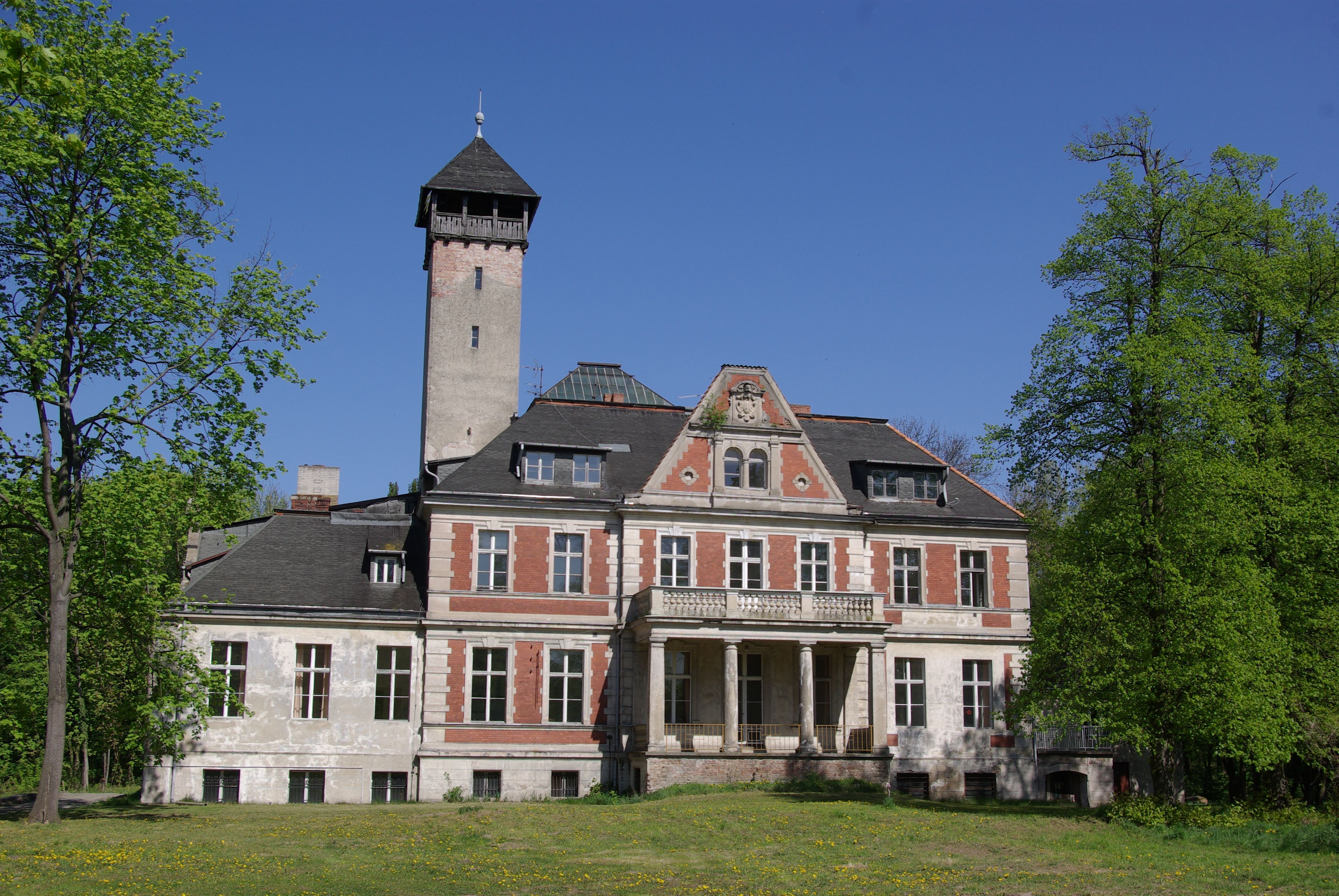
Замок Шульцендорф в Берлине «сыграл» роль приюта для девочек

Художник-постановщик Ули Ханиш при создании съёмочных площадок вдохновлялся эстетикой 1950-х и 1960-х годов. Основная часть сериала была снята в Берлине, поскольку расположенные там здания идеально подходили для большинства локаций сериала, включая Лас-Вегас, Цинциннати, Мехико, Москву и Париж.
Места съёмок, расположенные в Берлине и его окрестностях, включали кинотеатр Kino International, Берлинский зоопарк, универмаг подержанной одежды Humana, замок Шульцендорф (приют для девочек Метуэн), ратушу Шпандау (гостиница в Цинциннати), выставочный зал Палас ам Функтурм (гостиница Mariposa в Лас-Вегасе), Фридрихштадтпаласт (отель The Aztec Palace в Мехико), Протестантский университет прикладных наук (чемпионат США в Огайо), Хаус Кумберланд (турнир в Париже), Музей Боде (сцена в баре парижской гостиницы), Карл-Маркс-аллее (экстерьер московской гостиницы); заключительная сцена прогулки Бет в Москве была снята на площади Розенгартен и на Карл-Маркс-Аллее. «Медвежий зал» старой берлинской мэрии был использован для съемок сцен московского турнира.

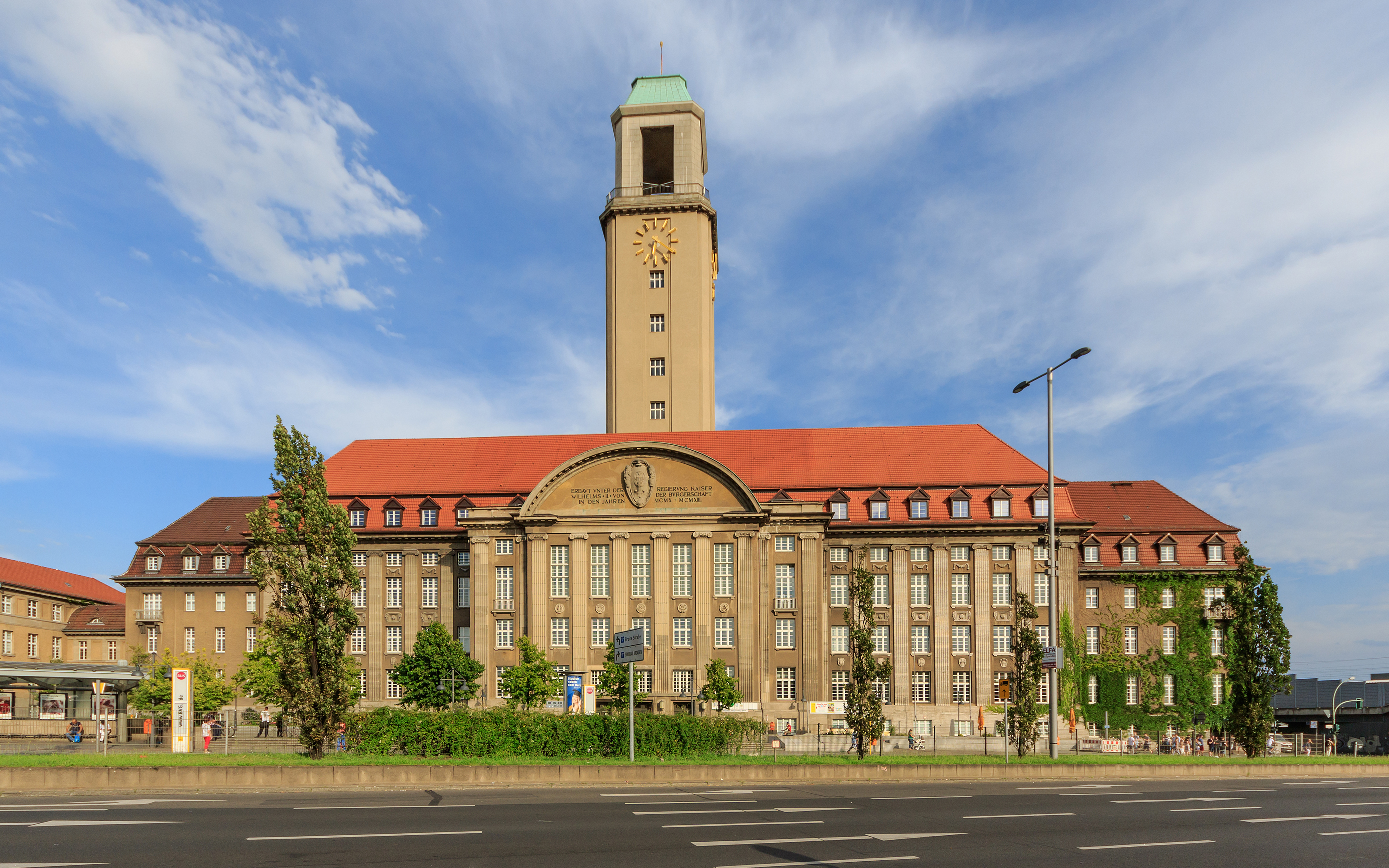
Ратуша Шпандау использовалась для съёмок отеля в Цинциннати, Огайо

Некоторые сцены сериала были сняты в Канаде; в августе 2019 года съёмки проходили в Кеймбридже, провинция Онтарио. Например, дом приёмной семьи Хармон находится на Брэнт-роуд, 15, в этом городе. Другие дома, где проводились съёмки, располагаются на Солсбери-авеню и на Бленхейм- роуд. Экстерьер колледжа Святого Эндрю в Авроре (Онтарио) использовался в качестве места проведения чемпионата США в Огайо (интерьер был отснят в Берлине). Экстерьер вымышленного магазина одежды в Кентукки был отснят в универмаге Winners в Торонто (интерьер — в берлинском секонд-хэнде Humana), сцена на мосту после аварии снималась на мосту Мидоувейл-роуд в Торонто. Роль средней школы Фэйрфилда, где училась Бет Хармон, сыграла Западная технико-коммерческая школа в Торонто. Аптека Брэдли была построена в кафе, расположенном на углу улиц Уолнат и Кинг в Гамильтоне, Онтарио.

### Музыка
Музыку к сериалу написал Карлос Рафаэль Ривера.

## Релиз
28 октября 2020 года сериал занял первое место в списке самых популярных сериалов на Netflix. 23 ноября 2020 года Netflix объявил, что за четыре недели с момента премьеры «Ход королевы» посмотрели 62 миллиона домохозяйств, таким образом он стал самым популярным мини-сериалом в истории Netflix. Скотт Фрэнк заявил: «Я восхищён и поражён такой реакцией», в то время как несколько изданий назвали мини-сериал «самым невероятным хитом года».

## Оценка критиков
На сайте-агрегаторе Rotten Tomatoes «Ход королевы» получил рейтинг одобрения 96 %, основанный на 94 обзорах со средним рейтингом 7,84/10. Консенсус критиков сайта гласит: «Его ходы не всегда идеальны, но благодаря потрясающей игре Ани Тейлор-Джой, невероятно достоверным историческим деталям и эмоционально грамотному сценарию „Ход королевы“ — это абсолютная победа». Metacritic дал сериалу средневзвешенную оценку 79 из 100, основанную на 28 отзывах, что указывает на «в целом благоприятные отзывы». В декабре 2020 года портал «Кино Mail.ru» назвал «Ход королевы» лучшим зарубежным сериалом 2020 года, по мнению россиян. В декабре 2020 года издание Huffington Post представило свой рейтинг лучших сериалов 2020 года, в котором на первом месте оказался «Ход королевы».

### Оценка шахматного сообщества
Сериал заслужил высокую оценку шахматной общественности за реалистичное изображение игры и игроков. В интервью Vanity Fair гроссмейстер среди женщин Дженнифер Шахаде сказала, что сериал «попал в самую точку». В статье о мини-сериале, опубликованной в The Times, чемпион Великобритании по шахматам Дэвид Хоуэлл подчеркнул, что шахматные сцены были «хорошо поставлены и реалистичны», в то время как чемпионка Великобритании по шахматам среди женщин Йованка Гуска отметила: «Я думаю, что это потрясающий сериал… Он очень хорошо передает эмоции шахмат». Международный мастер Дорса Дерахшани охарактеризовала сериал как «очень, очень точный» и заявила, что была удивлена «на самом деле сильными партиями».
Юдит Полгар, первая женщина, сражавшаяся за титул чемпиона мира, сказала, что в сериале игроки-мужчины были «слишком милыми с Бет», в то время как канадская шахматистка и стример Андреа Ботез также почувствовала, что в шоу смягчена проблема сексизма в шахматном мире. Сара Лонгсон, экс-чемпионка Великобритании по шахматам среди женщин, сказала, что в реальности Бет должна была больше проигрывать. Действующий чемпион мира по шахматам Магнус Карлсен дал «Ходу королевы» 5 из 6 звезд, но нашёл «слишком нереальной» ту скорость, с которой Бет совершенствует своё мастерство.
В финальном эпизоде сериала появляется реальная фигура шахматного мира, чемпионка мира среди женщин Нона Гаприндашвили, и утверждается, что она «никогда не играла против мужчин»; эта информация ложная: Гаприндашвили неоднократно играла с сильнейшими шахматистами мира, в том числе с гроссмейстерами Паулем Кересом, Светозаром Глигоричем и Михаилом Талем. Комментируя этот момент в сериале, Гаприндашвили указала, что «бесчестно распространять дезинформацию о чьих-либо достижениях» и заявила, что «ей, конечно, было обидно». Тем не менее она отметила, что сериал точно изображает давление в профессиональных шахматах, заявив: «Нужно быть психологически и физически сильным, и стремиться к совершенству».

### Интерес к шахматам
В ноябре 2020 года газета The Washington Post сообщила, что пандемия COVID-19 уже подогрела интерес общественности к шахматам, но успех «Ход королевы» привёл к взрывообразному росту популярности. The New York Times сравнила интерес к шахматам с «аналогичной шахматной манией» после того, как Бобби Фишер обыграл Бориса Спасского в матче за звание чемпиона мира в 1972 году.

## Судебная тяжба
В сентябре 2021 года стало известно, что пятикратная чемпионка СССР по шахматам Нона Гаприндашвили подала иск в окружной суд Калифорнии против видеосервиса Netflix и потребовала от создателей сериала «Ход королевы» пять миллионов долларов из-за допущенной ошибки. Так, в финальном эпизоде мини-сериала утверждается, что Гаприндашвили никогда не играла с мужчинами — на самом деле её соперниками в разное время были 59 представителей противоположного пола (в том числе 28 во время одновременной игры), включая десять гроссмейстеров. «За свою выдающуюся карьеру она [Гаприндашвили] выиграла много чемпионатов, обыграла некоторых из лучших шахматистов мира и стала первой женщиной в истории, получившей статус международного гроссмейстера по шахматам среди мужчин», — заявили адвокаты советской шахматистки в иске. По их мнению, Netflix «нагло и сознательно лгал» о достижениях Гаприндашвили, чтобы «раздуть драму». «Таким образом, история, которая должна была вдохновить женщин, показывая им девушку, соперничающую с мужчинами на международных соревнованиях, унизила женщину реальную», — отметили защитники. В ответ на иск официальный представитель Netflix заявил, что уважает Гаприндашвили и её блестящую карьеру, однако назвал утверждения адвокатов не имеющими оснований.
27 января 2022 года Калифорнийский суд отказался аннулировать иск Ноны Гаприндашвили. «Тот факт, что сериал — это вымышленное произведение, не освобождает Netflix от ответственности за клевету», сообщается в постановлении окружного судьи Вирджинии Филлипс. Делопроизводство по иску Гаприндашвили будет продолжено. В сентябре 2022 года стало известно, что Netflix согласился урегулировать иск, однако условия решения вопроса по согласию сторон не разглашаются.

## Награды и номинации
| Награда                                                   | Дата вручения       | Категория | Номинанты и получатели                                                                                    | Результат               | П.     |
| --------------------------------------------------------- | ------------------- | --- | --- | ----------------------- | ------ |
| IGN Awards                                                | 21 декабря 2020     | Лучший телевизионный сериал года                                                                                 | «Ход королевы»                                                                                            | Номинация               | [ 52 ] |
| IGN Awards                                                | 21 декабря 2020     | Лучший драматический телесериал года                                                                             | «Ход королевы»                                                                                            | Победа                  | [ 52 ] |
| IGN Awards                                                | 21 декабря 2020     | Лучший новый телесериал года                                                                                     | «Ход королевы»                                                                                            | Номинация               | [ 52 ] |
| IGN Awards                                                | 21 декабря 2020     | Лучшая актёрская игра в драматическом телесериале                                                                | Аня Тейлор-Джой                                                                                           | Номинация               | [ 52 ] |
| Hollywood Music in Media Awards                           | 27 января 2021      | Лучшая оригинальная музыка в телесериале/мини-сериале                                                            | Карлос Рафаэль Ривера                                                                                     | Победа                  | [ 53 ] |
| Hollywood Music in Media Awards                           | 27 января 2021      | Лучшая заглавная музыкальная тема в телесериале/мини-сериале                                                     | Карлос Рафаэль Ривера                                                                                     | Номинация               | [ 53 ] |
| Спутник                                                   | 15 февраля 2021     | Лучший мини-сериал                                                                                               | «Ход королевы»                                                                                            | Номинация               | [ 54 ] |
| Спутник                                                   | 15 февраля 2021     | Лучшая актриса в мини-сериале или телефильме                                                                     | Аня Тейлор-Джой                                                                                           | Номинация               | [ 54 ] |
| Золотой глобус                                            | 28 февраля 2021     | Лучший мини-сериал или телефильм                                                                                 | «Ход королевы»                                                                                            | Победа                  | [ 55 ] |
| Золотой глобус                                            | 28 февраля 2021     | Лучшая актриса в мини-сериале или телефильме                                                                     | Аня Тейлор-Джой                                                                                           | Победа                  | [ 55 ] |
| Премия Австралийской академии кинематографа и телевидения | 6 марта 2021        | Лучший драматический сериал                                                                                      | «Ход королевы»                                                                                            | Победа                  | [ 56 ] |
| Премия Австралийской академии кинематографа и телевидения | 6 марта 2021        | Лучшая женская роль в сериале                                                                                    | Аня Тейлор-Джой                                                                                           | Победа                  | [ 56 ] |
| «Выбор телевизионных критиков»                            | 7 марта 2021        | Лучший мини-сериал                                                                                               | «Ход королевы»                                                                                            | Победа                  | [ 57 ] |
| «Выбор телевизионных критиков»                            | 7 марта 2021        | Лучшая актриса мини-сериала или телефильма                                                                       | Аня Тейлор-Джой                                                                                           | Победа                  | [ 57 ] |
| «Выбор телевизионных критиков»                            | 7 марта 2021        | Лучшая актриса второго плана в мини-сериале или фильме для телевидения                                           | Мариэль Хеллер                                                                                            | Номинация               | [ 57 ] |
| Премия Гильдии сценаристов США                            | 21 марта 2021       | Длинная форма — адаптация                                                                                        | Скотт Фрэнк и Аллан Скотт                                                                                 | Победа                  | [ 58 ] |
| Премия Гильдии продюсеров США                             | 24 марта 2021       | Лучший продюсер мини-сериала                                                                                     | Уильям Хорберг, Скотт Фрэнк, Аллан Скотт, Маркус Лоджс и Мик Анисето                                      | Победа                  | [ 59 ] |
| Премия Гильдии визажистов и стилистов                     | 3 апреля 2021       | Лучший сериал, мини-сериал или новый медийный сериал — Лучший грим                                               | Даниэль Паркер                                                                                            | Победа                  | [ 60 ] |
| Премия Гильдии визажистов и стилистов                     | 3 апреля 2021       | Лучший сериал, мини-сериал или новый медийный сериал — Лучшие прически                                           | Даниэль Паркер                                                                                            | Номинация               | [ 60 ] |
| Премия Гильдии киноактёров США                            | 4 апреля 2021       | Лучший актёр в телефильме или мини-сериале                                                                       | Билл Кэмп                                                                                                 | Номинация               | [ 61 ] |
| Премия Гильдии киноактёров США                            | 4 апреля 2021       | Лучшая актриса в телефильме или мини-сериале                                                                     | Аня Тейлор-Джой                                                                                           | Победа                  | [ 61 ] |
| Премия Гильдии режиссёров Америки                         | 10 апреля 2021      | Лучший режиссёр телефильма или мини-сериала                                                                      | Скотт Фрэнк                                                                                               | Победа                  | [ 62 ] |
| Премия Гильдии художников-постановщиков США               | 10 апреля 2021      | Лучший художник-постановщик телефильма или мини-сериала                                                          | Ули Ханиш                                                                                                 | Победа                  | [ 63 ] |
| Премия Гильдии художников по костюмам                     | 13 апреля 2021      | Лучшие костюмы в историческом сериале                                                                            | Габриэль Биндер (за серию «Эндшпиль»)                                                                     | Победа                  | [ 64 ] |
| Премия Американской ассоциации монтажёров                 | 17 апреля 2021      | Лучший монтаж в мини-сериале или телефильме                                                                      | Мишель Тесоро (за серию «Размены»)                                                                        | Победа                  | [ 65 ] |
| Американское общество кинооператоров                      | 18 апреля 2021      | Лучшая операторская работа в фильме, мини-сериале или сериале                                                    | Стивен Майцлер (за серию «Эндшпиль»)                                                                      | Победа                  | [ 66 ] |
| Кинонаграды MTV                                           | 16 мая 2021         | Лучшее исполнение в сериале                                                                                      | Аня Тейлор-Джой                                                                                           | Номинация               | [ 67 ] |
| Телевизионная премия Ассоциации голливудских критиков     | 29 августа 2021     | Лучший мини-сериал, сериал-антология или телефильм                                                               | «Ход королевы»                                                                                            | Номинация               | [ 68 ] |
| Телевизионная премия Ассоциации голливудских критиков     | 29 августа 2021     | Лучшая женская роль в мини-сериале, сериале-антологии или телефильме                                             | Аня Тейлор-Джой                                                                                           | Победа                  | [ 68 ] |
| Телевизионная премия Ассоциации голливудских критиков     | 29 августа 2021     | Лучшая мужская роль второго плана в мини-сериале, сериале-антологии или телефильме                               | Билл Кэмп                                                                                                 | Номинация               | [ 68 ] |
| Телевизионная премия Ассоциации голливудских критиков     | 29 августа 2021     | Лучшая женская роль второго плана в мини-сериале, сериале-антологии или телефильме                               | Мариэль Хеллер                                                                                            | Номинация               | [ 68 ] |
| Прайм-таймовая творческая премия «Эмми»                   | 11—12 сентября 2021 | Лучший кастинг в мини-сериале, телефильме или спецвыпуске                                                        | «Ход королевы»                                                                                            | Победа                  | [ 69 ] |
| Прайм-таймовая творческая премия «Эмми»                   | 11—12 сентября 2021 | Лучшая операторская работа в мини-сериале или телефильме                                                         | Стивен Майцлер (за серию «Эндшпиль»)                                                                      | Победа                  | [ 69 ] |
| Прайм-таймовая творческая премия «Эмми»                   | 11—12 сентября 2021 | Лучшие исторические костюмы                                                                                      | «Ход королевы» (за серию «Эндшпиль»)                                                                      | Победа                  | [ 69 ] |
| Прайм-таймовая творческая премия «Эмми»                   | 11—12 сентября 2021 | Лучший дизайн заглавных титров                                                                                   | Саския Марка и Дэвид Уайт                                                                                 | Номинация               | [ 69 ] |
| Прайм-таймовая творческая премия «Эмми»                   | 11—12 сентября 2021 | Лучший грим | «Ход королевы» (за серию «Откладывание партии»)                                                           | Победа                  | [ 69 ] |
| Прайм-таймовая творческая премия «Эмми»                   | 11—12 сентября 2021 | Лучшая музыкальная композиция для мини-сериала, телефильма или спецвыпуска                                       | Карлос Рафаэль Ривера (за серию «Эндшпиль»)                                                               | Победа                  | [ 69 ] |
| Прайм-таймовая творческая премия «Эмми»                   | 11—12 сентября 2021 | Лучшая оригинальная музыка и слова                                                                               | Анна Хаусс, Роберт Вейннродер и Уильям Хорберг — «I Can’t Remember Love» (за серию «Откладывание партии») | Номинация               | [ 69 ] |
| Прайм-таймовая творческая премия «Эмми»                   | 11—12 сентября 2021 | Лучшее музыкальное руководство                                                                                   | Рандалл Постер (за серию «Откладывание партии»)                                                           | Номинация               | [ 69 ] |
| Прайм-таймовая творческая премия «Эмми»                   | 11—12 сентября 2021 | Лучший монтаж мини-сериала или телефильма                                                                        | Мишель Тесоро (за серию «Размены»)                                                                        | Победа                  | [ 69 ] |
| Прайм-таймовая творческая премия «Эмми»                   | 11—12 сентября 2021 | Лучшая работа художника-постановщика для исторического нарратива или фэнтезийной программы (один час или дольше) | «Ход королевы»                                                                                            | Победа                  | [ 69 ] |
| Прайм-таймовая творческая премия «Эмми»                   | 11—12 сентября 2021 | Лучший монтаж звука для мини-сериала, телефильма или спецвыпуска                                                 | «Ход королевы» (за серию «Эндшпиль»)                                                                      | Победа                  | [ 69 ] |
| Прайм-таймовая творческая премия «Эмми»                   | 11—12 сентября 2021 | Лучшее сведение звука для мини-сериала, телефильма или спецвыпуска                                               | «Ход королевы» (за серию «Эндшпиль»)                                                                      | Победа                  | [ 69 ] |
| Премия Ассоциации телевизионных критиков                  | 15 сентября 2021    | Программа года                                                                                                   | «Ход королевы»                                                                                            | Номинация               | [ 70 ] |
| Премия Ассоциации телевизионных критиков                  | 15 сентября 2021    | Премия за достижения в мини-сериале или телефильме                                                               | «Ход королевы»                                                                                            | Номинация               | [ 70 ] |
| Премия Ассоциации телевизионных критиков                  | 15 сентября 2021    | Индивидуальные достижения в драме                                                                                | Аня Тейлор-Джой                                                                                           | Номинация               | [ 70 ] |
| Прайм-таймовая премия «Эмми»                              | 19 сентября 2021    | Лучший мини-сериал                                                                                               | Уильям Хорберг, Аллан Скотт и Скотт Фрэнк                                                                 | Победа                  | [ 71 ] |
| Прайм-таймовая премия «Эмми»                              | 19 сентября 2021    | Лучшая женская роль в мини-сериале или фильме                                                                    | Аня Тейлор-Джой                                                                                           | Номинация               | [ 71 ] |
| Прайм-таймовая премия «Эмми»                              | 19 сентября 2021    | Лучшая мужская роль второго плана в мини-сериале или фильме                                                      | Томас Броди-Сангстер                                                                                      | Номинация               | [ 71 ] |
| Прайм-таймовая премия «Эмми»                              | 19 сентября 2021    | Лучшая женская роль второго плана в мини-сериале или фильме                                                      | Мозес Ингрэм                                                                                              | Номинация               | [ 71 ] |
| Прайм-таймовая премия «Эмми»                              | 19 сентября 2021    | Лучшая режиссура мини-сериала, фильма или драматической программы                                                | Скотт Фрэнк                                                                                               | Победа                  | [ 71 ] |
| Прайм-таймовая премия «Эмми»                              | 19 сентября 2021    | Лучший сценарий мини-сериала, фильма или драматической программы                                                 | Скотт Фрэнк                                                                                               | Номинация               | [ 71 ] |
| Премия «Готэм»                                            | 29 ноября 2021      | Лучшая роль в дебютном сериале                                                                                   | Аня Тейлор-Джой                                                                                           | Номинация               | [ 72 ] |
| Премия «Грэмми»                                           | 3 апреля 2022       | Лучший саундтрек для визуальных медиа                                                                            | Карлос Рафаэль Ривера                                                                                     | Победа (ничья с «Душа») |        |